# Adrian Chabior
Adrian Chabior (ur. 27 grudnia 1978 w Sosnowcu) – polski hokeista.

## Kariera
- SMS I Sosnowiec (1995-1997)
- KTH Krynica (1997-2000)
- Zagłębie Sosnowiec (2001-2003)
- KTH Krynica (2004
- Cracovia (2004-2007)
- Zagłębie Sosnowiec (2007-2008)
- KTH Krynica (2008-2011)
- KKH Kaszowski Krynica-Zdrój (2012-2015)

Wystąpił w reprezentacji Polski na Uniwersjadzie 2001 w Zakopanem.
Od 2012 roku zawodnik i trener klubu KKH Kaszowski Krynica-Zdrój, występującego w II lidze.